# 小尾喜泳鯰
小尾喜泳鯰，為輻鰭魚綱鯰形目蝌蚪鯰科的其中一種，為熱帶淡水魚類，分布於南美洲亞馬遜河及奧里諾科河流域，體長可達13.2公分，棲息在底層水域，生活習性不明。

## 扩展阅读
維基物種上的相關：小尾喜泳鯰